# 栃木県道284号松田大月線
栃木県道284号松田大月線（とちぎけんどう284ごう まつだおおつきせん）は、栃木県足利市内を通過する一般県道である。

## 概要

### 路線データ
- 総延長：7.867km[1]
- 実延長：7.867km[1]
- 起点：栃木県足利市松田町（栃木県道219号松田葉鹿線交点）
- 終点：栃木県足利市大月町（大月町交差点＝国道293号交点）
- 認定：1974年（昭和49年）3月29日

## 歴史

### 年表
- 1974年（昭和49年）3月29日 - 一般県道として認定。

## 路線状況

### 交通量
24時間自動車類交通量（台/日）
- 足利市月谷町564-5：1,158

### 重複区間
- 栃木県道40号足利環状線（足利市江川町1丁目交差点-大月町交差点間重複）
- 栃木県道208号飛駒足利線（足利市江川町1丁目交差点-利保町1丁目交差点間重複）

## 地理

### 通過する自治体
- 栃木県
  - 足利市

### 交差する道路
| 交差する道路                      | 交差する道路                           | 交差点名 | 交差点名       |
| --------------------------------- | -------------------------------------- | -------- | -------------- |
| 県道219号松田葉鹿線               | 県道219号松田葉鹿線                    | 足利市   | （松田町地内） |
| -（屈折）                         | 県道40号足利環状線 県道208号飛駒足利線 | 足利市   | 江川町1丁目    |
|                                   |                                        | 足利市   | 内田橋西       |
| 県道208号飛駒足利線               | -                                      | 足利市   | 利保町1丁目    |
| 国道293号                         | 国道293号                              | 足利市   | 大月町         |
| 県道40号足利環状線 小山・佐野方面 |                                        |          |                |